# Oued El Bey
Oued El Bey (arabe : وادي الباي) est une série télévisée tunisienne diffusée en 2025 sur la Télévision tunisienne 1 pendant le mois de ramadan.
Ce drame historique et social, produit par l'Établissement de la télévision tunisienne et réalisé par Raouia Marmouch, compte quinze épisodes. Le scénario est signé par Hamza Essoudani, les dialogues par Mohamed Mansouri, et la production exécutive assurée par Walid Mehrez. L’histoire se déroule dans les années 1930 et 1940, période marquée par la domination coloniale française en Tunisie sur fond de luttes syndicales dans les mines de Gafsa.

## Synopsis
L'intrigue de Oued El Bey se déroule dans une période cruciale de l'histoire tunisienne. Le récit met en scène le conflit entre deux familles tunisiennes autour de l'héritage d'un café situé dans la région d'Oued El Bey, à Gafsa. À travers ce prisme familial, la série explore des thèmes tels que la résistance à l'occupation française, les luttes syndicales dans les mines de phosphate et les dynamiques sociales de l'époque.

## Distribution
La série réunit de nombreux acteurs dont :
- Saoussen Maalej ;
- Wajiha Jendoubi ;
- Younes Ferhi ;
- Salah Jday ;
- Ali Khemiri ;
- Latifa Gafsi ;
- Nedra Lamloum ;
- Sameh Sankari ;
- Mohamed Ali Tounsi.

## Musique
La musique du générique d'ouverture est composée par Rabii Zammouri, avec des paroles écrites par la poétesse Selma Hobbi, et interprétée par le chanteur Issam Abdennour. La chanson s’intitule Dhib Chared (ذيب شارد).

## Tournage
Le tournage de Oued El Bey débute en janvier 2025, avec des scènes filmées à Tunis et dans la région de Gafsa, notamment aux bassins romains d'Oued El Bey et à la mine de phosphate de Mdhilla.